# 5-я армия (1-го формирования)
5-я армия (5А) — оперативное объединение РККА (общевойсковая армия)

## История

### 1939 год
Сформирована 28 сентября 1939 года в Киевском Особом военном округе на основе Северной (первоначально — Житомирская армейская группа, затем — Шепетовская) армейской группы войск в составе Украинского фронта для участия в Освободительном походе в Западную Украину и Западную Белоруссию.
Состав армии на 2.10.1939:
- Управление армии.

- Управление 15-го стрелкового корпуса, корпусные части:

- 45-я стрелковая дивизия.
- 52-я стрелковая дивизия.
- 87-я стрелковая дивизия.

- Управление 8-го стрелкового корпуса, корпусные части:

- 81-я стрелковая дивизия.
- 44-я стрелковая дивизия.

- В резерве:

- 60-я стрелковая дивизия.
- 36-я легкотанковая бригада.
- 38-я легкотанковая бригада.

### 1940 год
5-я армия принимала участие в присоединении Северной Буковины к СССР в июне — июле 1940 в составе Южного фронта.(см. Присоединение Бессарабии и Северной Буковины к СССР)
Состав армии на 27.06.1940:
- 36-й стрелковый корпус
- 49-й стрелковый корпус

### 1941 год
5-я армия прикрывала луцкое направление. 
 Перед 5-й армией на участке от Влодавы до Крыстынополя (174 км по фронту) противник сосредоточил крупную группировку своих войск в составе 17, 29, 55 и 44-го армейских корпусов 6-й армии, 3, 48 и 14-го моторизованных корпусов 1-й танковой группы. Суммарно эта группировка насчитывала 21 дивизию.
В первые дни войны 5-я армия вступила в бой с силами немецкой группы армий «Юг». Войска армии вели боевые действия на ковельском и луцком направлениях, принимали участие в танковом сражении у Дубно. Силы армии, отступая с боями от Ковеля до Киева, понесли тяжёлые потери. Остатки армии попали в плен в ходе сражения за Киев. Командующий армией генерал-майор танковых войск М. И. Потапов при попытке выхода из окружения попал в плен. 20 сентября 1941 года управление армии было расформировано, а её соединения и части переданы на укомплектование других армий Юго-Западного фронта.

## Участие в операциях и битвах
- Польский поход Красной армии (1939) — с 17 сентября 1939 года по 29 сентября 1939 года
- Львовско-Черновицкая стратегическая оборонительная операция
  - Приграничное сражение на Украине — с 22 июня 1941 года по 27 июня 1941 года.
  - Львовско-Луцкая оборонительная операция — с 27 июня 1941 года по 2 июля 1941 года.
  - Станиславско-Проскуровская оборонительная операция — с 3 июля 1941 года по 6 июля 1941 года.
- Киевская стратегическая оборонительная операция
  - Коростеньская оборонительная операция — с 11 июля 1941 года по 20 августа 1941 года.
  - Киевско-Прилуцкая оборонительная операция — с 20 августа 1941 года по 26 сентября 1941 года.

## Боевой состав 5-й армии
Накануне войны в состав армии входили 15-й и 27-й стрелковые корпуса, 9-й(в резерве) и 22-й механизированные корпуса, 2-й и 9-й укрепрайоны, ряд артиллерийских, инженерных и других частей (всего 5 стрелковых, 4 танковые и 2 моторизованные дивизии). С начала войны армия была включена в Юго-Западный фронт.

### На 22 июня 1941 года[3][4]
- 15-й стрелковый корпус
  - 45-я стрелковая дивизия
  - 62-я стрелковая дивизия
- 27-й стрелковый корпус
  - 87-я стрелковая дивизия
  - 124-я стрелковая дивизия
  - 135-я стрелковая дивизия
- 9-й механизированный корпус
  - 20-я танковая дивизия
  - 35-я танковая дивизия
  - 131-я моторизованная дивизия
  - 32-й мотоциклетный полк
- 22-й механизированный корпус
  - 19-я танковая дивизия
  - 41-я танковая дивизия
  - 215-я моторизованная дивизия
  - 23-й мотоциклетный полк
- 2-й (Владимир-Волынский) укрепленный район
- 1-я артиллерийская бригада ПТО
- 21-й корпусной артиллерийский полк
- 231-й корпусной артиллерийский полк
- 264-й корпусной артиллерийский полк
- 460-й корпусной артиллерийский полк
- 5-й понтонно-мостовой полк

В состав 5-й армии с 25 июня вошел 19-й механизированный корпус.
- для несения службы заграждения в тылу 5-й армии в июле 1941 был выделен 92-й Перемышльский пограничный отряд (позже — полк) ПВ НКВД и 16-й мотострелковый полк внутренних войск НКВД[5].

### На 20-22 июля 1941 года
- 19-й механизированный корпус
- 9-й механизированный корпус
- 22-й механизированный корпус
- 195-я стрелковая дивизия
- 200-я стрелковая дивизия
- 62-я стрелковая дивизия
- 228-я стрелковая дивизия
- 193-я стрелковая дивизия

### На 20-22 августа 1941 года
15-й стрелковый корпус
- 45-я стрелковая дивизия
- 62-я стрелковая дивизия

31-й стрелковый корпус
- 193-я стрелковая дивизия (1-го формирования)
- 195-я стрелковая дивизия (1-го формирования)
- 200-я стрелковая дивизия (1-го формирования)

9-й механизированный корпус
- 20-я танковая дивизия
- 35-я танковая дивизия
- 131-я моторизованная дивизия

### Состав ВВС 5-й армии
- 7-я отдельная разведывательная авиационная эскадрилья — сформирована во второй половине июля 1941 года. На вооружении имела самолеты: 21 Р-10, два И-15бис и один У-2. Командиры эскадрильи — капитан A. A. Трошин. Действовала в составе ВВС 5-й армии Юго-Западного фронта.[6]
- 148-я отдельная авиационная эскадрилья связи — сформирована во второй половине июля 1941 года. На вооружении имела 8 самолетов У-2. Действовала в составе ВВС 5-й армии Юго-Западного фронта.[7]

### Командующий армией
- Герасименко, Василий Филиппович (июнь 1940), генерал-лейтенант
- Потапов, Михаил Иванович (июнь — сентябрь 1941), генерал-майор танковых войск

### Член Военного совета
- Никишев, Михаил Семёнович (14.8.1941 — 20.9.1941), дивизионный комиссар

### Начальник штаба 5 армии
- Акименко, Адриан Захарович, врид
- Писаревский, Дмитрий Семёнович (11.3.1941 — 20.9.1941), генерал-майор